# Aebi & Vincent Architekten
Die Aebi & Vincent Architekten SIA AG wurde 1996 von den beiden Partnern Bernhard Aebi und Pascal Vincent gegründet. Die beiden kennen sich seit 1990, als sie noch Mitarbeiter des Berner Architekturbüros Atelier 5 waren. Mittlerweile ist das Büro Aebi & Vincent auf über hundert Mitarbeitende in den beiden Büros in Bern und Genf angewachsen.

## Auszeichnungen
- ATU-Prix, Berner Kulturpreis für Architektur, Technik und Umwelt, 2003 (Umbau und Erweiterung Berghaus Niesen)
- Neues Bauen in den Alpen, Architekturpreis, 2006 (Umbau und Erweiterung Berghaus Niesen)
- Goldene Spenglerarbeit, 2006 (Umbau und Erweiterung Berghaus Niesen)
- Prix Lumière, 3. Rang, Schweizer Lichtgesellschaft SRG, 2009 (Umbau und Sanierung Parlamentsgebäude Bern)
- Dr. Jost Hartmann Preis, 2010 (Umbau und Sanierung Parlamentsgebäude Bern)bern.ch
- red dot Award, Product Design, 2010 (Kleinbauten im öffentlichen Raum: Lightbox)
- Vorstellung von Mühleareal Herbligen in Best Architects 11
- Rat für Formgebung, Designpreis Deutschland, Nominierung (Kleinbauten im öffentlichen Raum: Lightbox)
- Daylight Award, Nominierung, Velux Stiftung, 2012 (Mehrfamilienhaus Herzogenbuchsee)
- Iconic Award, Product Winner, 2014 (Beschläge Kollektion Türdrücker Genève)
- German Design Award, Special Mention, 2015 (Beschläge Kollektion Türdrücker Genève)
- Best Architects 19 Award, Innenausbau, 2018 (Erneuerung Stadttheater Langenthal)
- Best Architects 19 Award, Gewerbe- und Industriebauten, 2018 (Jugendherberge Bern)
- Best Architects 20 Award, Büro- und Verwaltungsbauten, 2019 (Neubau, Umbau und Sanierung Verwaltungszentrum Guisanplatz)
- German Design Award 2020, Excellent Architecture, 2020 (Erneuerung Stadttheater Bern)
- Best Architects 21 Award, Innenausbau, 2020 (Asino il Bar Bern)
- German Design Award 2021, Special Mention, 2021 (Asino il Bar Bern)
- German Design Award 2021, Special Mention, 2021 (Transa Markthalle Bern)

## Bauwerke (Auszug)
Fertiggestellte Bauten
- Umbau Casinoplatz Asino il Bar Bern, 2018–2019
- Umbau Markthalle Transa Bern, 2018–2019
- Neubau Wohnüberbauung Areal Wendelsee, 2006–2018
- Um- und Neubau Jugendherberge Bern, 2013–2018
- Erneuerung Stadttheater Langenthal, 2012–2017
- Transformation et rénovation immeuble de logements Avenue Wendt Genève, 2010–2015
- Wohnüberbauung Hertenbrünnen Köniz, 2005–2014
- Gesamterneuerung Stadttheater Bern, 2012–2013
- Umbau und Sanierung Rathaus Bern, 2009–2012
- Umbau und Sanierung Schulheim Rossfeld, 2006–2010
- Um- und Neubau Mühleareal Herbligen, 2003–2009
- Umbau und Sanierung Parlamentsgebäude Bern, 2003–2009[1][2]
- Neu- und Umbau Mehrfamilienhaus Bernstrasse Herzogenbuchsee, 2005–2009
- Umbau und Sanierung Restaurant Altes Schloss Bümpliz, 2005–2006
- Kleinbauten im öffentlichen Raum: Lightbox Bern, 2003–2005
- Umbau und Neubau Berghaus Niesen, 1998–2002

Laufende Projekte
- Umfeld Bahnhof Bern – Hirschengraben, Bubenbergplatz, Bahnhofplatz mit Maurus Schifferli, 2018–2034
- Umnutzung Industriequartier Bahnhof West Herzogenbuchsee, 2019–2030
- Geiser Areal, ESP Bahnhof Langenthal, Teilbereich 5, 2019–2028
- Neubau, Umbau und Sanierung Verwaltungszentrum Guisanplatz Bern, 2009–2026
- Wohnüberbauung Flo + Fleur, Liebefeld, 2016–2026
- Velostation Hirschengraben Bern, 2018–2026
- Wohnüberbauung Station Oberwangen Bern, 2017–2025
- Gesamtsanierung Schweizerische Nationalbank Bern, 2012–2024
- Rénovation Tour de la Bâloise Fribourg, 2013–2024
- Neubau Überbauung Dükerweg Steffisburg, 2014–2024
- Büro- und Produktionsgebäude CSL Behring, 2015–2024
- Gesamtsanierung Hauptbahnhof Zürich Südtrakt Zürich, 2009–2023
- Logements „Le Gottau“ Châtel-St-Denis, 2013–2023
- Umbau und Sanierung Eidgenössische Zollverwaltung Bern, 2019–2023
- Umbau und Ersatzneubau Pflegezentrum Tilia Elfenau, 2009–2022
- Ersatzneubau Mehrfamilienhäuser Zollikofen, 2016–2022
- Ersatzneubau Hotel Astoria Bern, 2017–2022
- Umbau Casinoplatz Restaurant Bern, 2019–2021
- Städtebauliches Gesamtkonzept Bernapark Stettlen, 2019–2020